# Caterina Lipparini
Caterina Lipparini, talvolta indicata come Catterina e Liparini (Bologna, 30 aprile 1793 – Bologna, 9 luglio 1851), è stata una cantante lirica italiana.
Celebre alla sua epoca, come recita l'epigrafe sotto a un suo ritratto del 1805 attribuito all'incisore Angelo Boucheron (1776-1859), «nessun poté giammai senza periglio udirne il canto, e rimirarne il ciglio.»

## Biografia
Caterina Lipparini nacque a Bologna il 30 aprile 1793.
Tra il 1819 e il 1820, la soprano si esibì a Parigi al Théâtre Royal Italien e al Teatro Regio di Torino.
Il 24 febbraio 1821 fu Matilde alla prima di Matilde di Shabran al Teatro Apollo di Roma, opera di Gioachino Rossini su libretto di Jacopo Ferretti che dapprima non ebbe molto successo, ma in seguito fu rielaborata e ripresa spesso. L'interpretazione della Lipparini fu definita «simpaticamente sbarazzina».

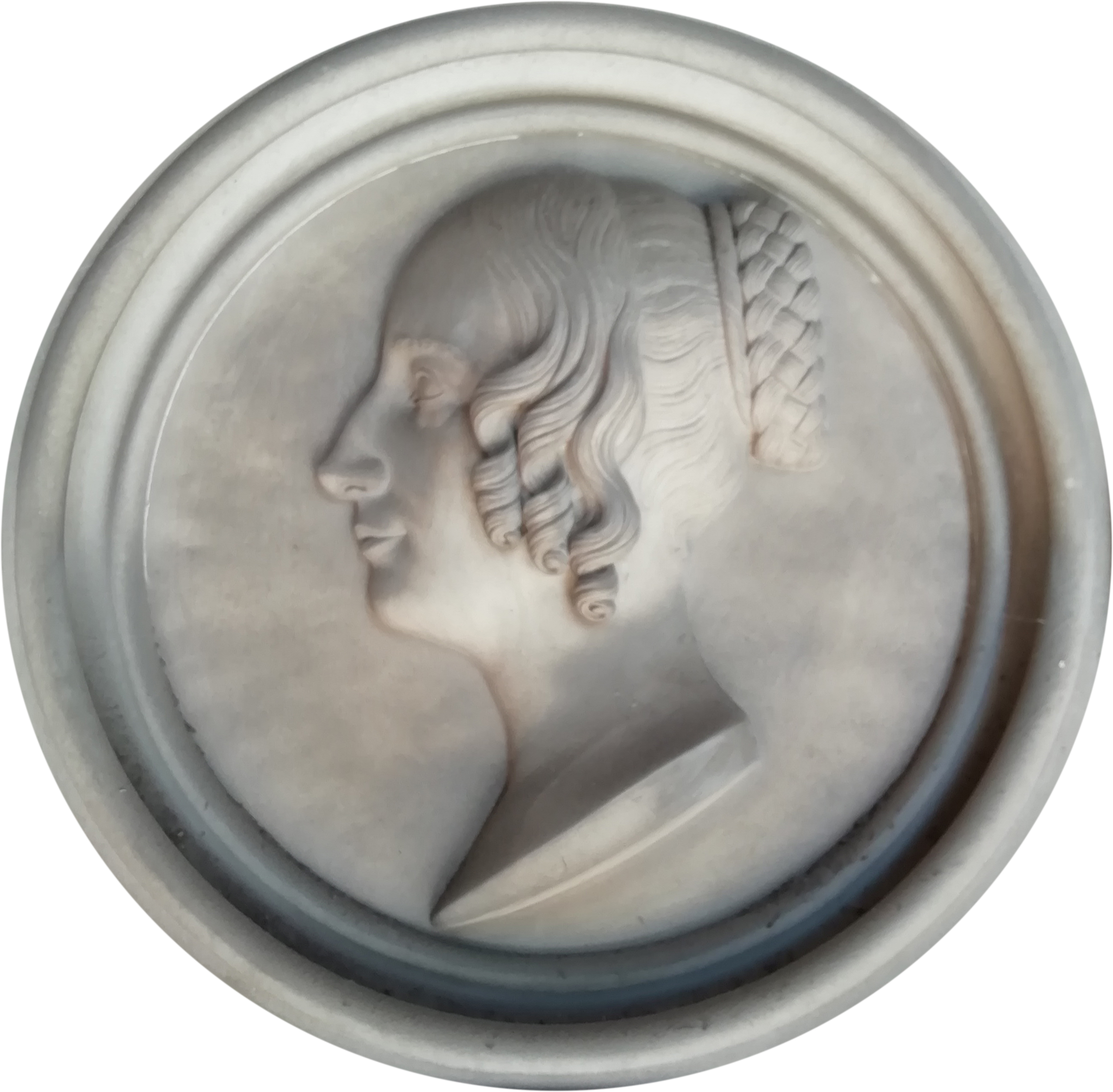
Ritratto a medaglione di Caterina Lipparini sul Monumento Lipparini di Massimiliano Putti

Nel 1821, durante il Carnevale, si prestò a interpretare uno dei "peccati di vecchiaia" (Péchés de vieillesse) di Rossini per le strade di Roma, cantando travestita da mendicante cieca Il carnevale di Venezia insieme a Niccolò Paganini, Massimo d'Azeglio, e allo stesso Rossini.
Nell'ottobre dello stesso anno, al Comunale di Bologna, con «voce limpida e ben modulata» accompagnò ne La Cenerentola di Rossini il tenore Americo Sbigoli, destinato poco dopo a una tragica morte.
Il 13 maggio 1827 ebbe il ruolo di Elisabetta alla prima di Otto mesi in due ore di Donizetti al Teatro Nuovo di Napoli.
Sposò il livornese Alessandro Chifenti.
Morì a Bologna dopo lunga malattia il 9 luglio 1851. È sepolta alla Certosa di Bologna.

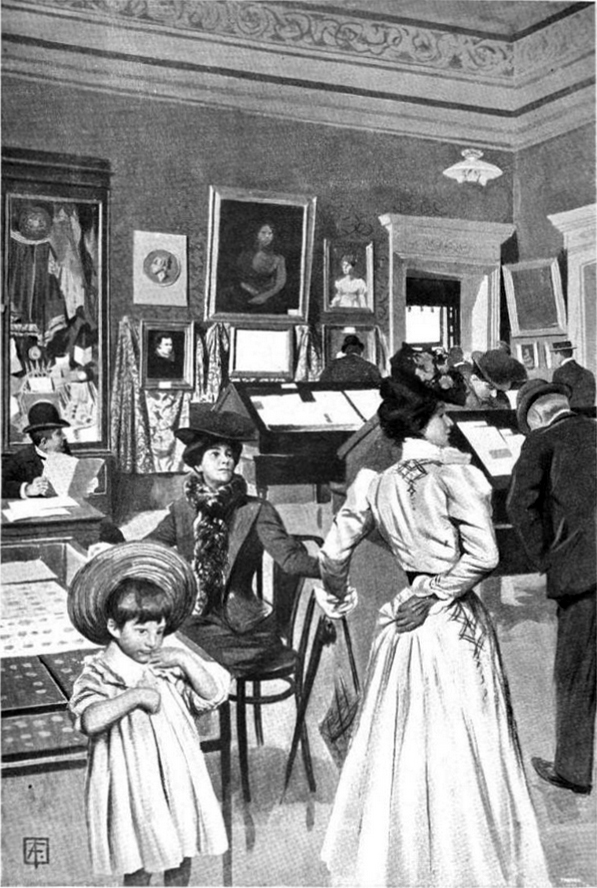
Illustrazione di Arnaldo Ferraguti dell'Esposizione di memorie di donne illustri su L'illustrazione italiana

Nel 1901, la Lipparini fu tra le protagoniste di un'"Esposizione di memorie di donne illustri", organizzata a Palazzo Arconati dal Circolo "Gaetana Agnesi" della Società femminile di cultura di Milano, un omaggio postumo alla bellezza e bravura della chanteuse distinguée che poté di nuovo risplendere e far parlare di sé.